# Cerianthus vermicularis
Cerianthus vermicularis is een Cerianthariasoort uit de familie van de Cerianthidae. De wetenschappelijke naam van de soort is voor het eerst geldig gepubliceerd in 1847 door Forbes in Johnston.